# Gyanógeregye
Gyanógeregye est un village de Hongrie, situé dans le département de Vas. Lors du recensement de 2001, il y avait 148 habitants.